# ترتيب الأسبقية الدنماركي
النظام الدنماركي للأسبقية هو تسلسل رمزي للمسؤولين الدنماركيين يُستخدم في المناسبات البروتوكولية. ليس له صفة رسمية ولا يستلزم امتيازات خاصة، ولكن تم تأسيسه للاستخدام العملي، على سبيل المثال، تحديد ترتيبات الجلوس في المناسبات الرسمية في المنزل الملكي. ترتيب الأسبقية متقن للغاية، وخاصة الطبقات الدنيا تتضمن الكثير من مناصب الخدمة المدنية الغامضة نسبياً. ما يلي هو مقتطفات فقط.

## العائلة المالكة
| التسلسل | المنصب                                   | الصورة | شاغل المنصب                          |
| ------- | ---------------------------------------- | ------ | ------------------------------------ |
| 1       | ملكة الدنمارك                            |        | مارغريت أليكساندرين ثورهيلدور أنغريد |
| 2       | الأمير ولي العهد كونت مونتيبيزيت         |        | فريدريك هنريك أندريه كريستيان        |
| 2       | الأميرة ولية العهد كونتيسة مونتيبيزيت    |        | ماري إليزابيث دونالدسون              |
| 2       | الأمير كونت مونتيبيزيت                   |        | كريستيان فالديمار هنري جون           |
| 2       | الأميرة كونتيسة مونتيبيزيت               |        | إيزابيلا هنريتا انغريد مارغريت       |
| 2       | الأمير كونت مونتيبيزيت                   |        | فنسنت فريدريك مينيك ألكسندر          |
| 2       | الأميرة كونتيسة مونتيبيزيت               |        | جوزفين صوفيا إيفالو ماتيلدا          |
| 3       | الأمير كونت مونتيبيزيت                   |        | يواكيم هولغر فالديمار كريستيان       |
| 3       | الأميرة كونتيسة مونتيبيزيت               |        | ماري أغاث أوديل كافالييه             |
| 3       | الأمير كونت مونتيبيزيت                   |        | نيكولاي وليام ألكسندر فريدريك        |
| 3       | الأمير كونت مونتيبيزيت                   |        | فيليكس هنريك فالديمار كريستيان       |
| 3       | الأمير كونت مونتيبيزيت                   |        | هنريك كارل يواكيم ألان               |
| 3       | الأميرة كونتيسة مونتيبيزيت               |        | أثينا مارغريت فرانسيواز ماري         |
| 4       | الأميرة كونتيسة ساين-فيتجنشتاين-بيرلبورج |        | بينديكت أستريد إينجبورغ إنغريد       |

عندما تكون الملكة خارج البلاد، فإن ولي العهد هو الوصي.
إذا كان ولي العهد أيضا خارج البلاد، فإن دور الوصي يقع على عاتق الشخص التالي البالغ في خط الخلافة. الأشخاص المؤهلون هم:
- يواكيم أمير الدنمارك
- نيكولاي أمير الدنمارك
- بينديكت أميرة الدنمارك

يتم تقسيم الترتيب الفعلي للأسبقية إلى خمس فئات:

## الدرجة الأولى
1. كونت روزنبورغ وكونتيسة فريدريكسبورغ
2. وزراء الحكومة
3. رئيس المحكمة العليا
4. فرسان الفيل
5. حاملي وسام دانيبروغ من الدرجة المميزة
6. الجنرالات والأدميرالات
7. الضباط برتبة فريق ولواء
8. كونتات عائلة Danneskiold-Samsøe

## الدرجة الثانية
1. حاملي وسام دانيبروغ من الدرجة الأولى
2. الكونتات والسفراء ولورد تشامبرلين
3. قضاة المحكمة الدستورية. رؤساء المحاكم العليا. سكرتارية كبار الوزراء. المدير العام للخطوط الحديدية الدنماركية. مدير مكتب البريد العام. الجنرالات الرئيسية وأدميرالات الدرجة الثانية. المدعي العام. رئيس الشرطة. عمدة مدينة كوبنهاغن. العضو المنتدب في البنك الوطني في الدنمارك. الأساقفة في كنيسة الدنمارك. عميد جامعة كوبنهاغن. أمين المظالم الملكي الدنماركي في غرينلاند
4. المنظم الملكي للاحتفالات
5. وزراء الدولة في الوزارات والقناصل وعمداء الجامعة. أسقف جزر فارو

## الدرجة الثالثة
1. البارونات
2. قضاة المحكمة العليا. عُقداء و قباطنة البحرية. مدراء المشفى الملكي والأساتذة أعضاء مجلس جامعة كوبنهاغن. عُمداء كليات إدارة الأعمال وطب الأسنان. المديرون الإداريون للمتحف الوطني للدنمارك والأرشيف الوطني الدانمركي والمسرح الملكي الدنماركي ودار سك العملة.
3. قاضي المحكمة العليا في غرينلاند
4. قضاة محاكم المقاطعات. القادة من رتبة مقدم. مأمور الشرطة. كبار الأطباء في المستشفى. المحافظون في كنيسة الدنمارك. أساتذة الجامعة. مدراء الثانويات

## الدرجة الرابعة
1. رئيس المفتشين. الضباط من رتبة رائد وفيقار. كبار الكتّاب
2. مداراء الإدارات  في الأرشيفات الإقليمية. الأساتذة الجامعيين المشاركين.

## الدرجة الخامسة
1. الأساتذة المشاركين في الثانويات. الأساتذة الجامعيين المساعدين.
2. مفتشو الشرطة. القسيسين المستجدون
3. القباطنة والملازمون في البحرية.
4. الضباط من رتبة نقيب وملازم ملازمين البحرية، والضباط المستجدين